# Каупона
Каупона (лат. Caupona) — загальна назва давньоримських постоялих будинків або готелів у містах і на великих дорогах, а також питних закладів, де також продавали закуски. Для міських жителів різниця між попіни і каупоной, можливо, була незначною. У літературних джерелах каупона в сільській місцевості вважалося шановним місцем, де зупинялися мандрівники. У каупонах, як і в інших питних закладах, процвітала проституція і деякі кімнати цих закладів служили як бордель.